# Biscutella valentina
Biscutella valentina är en korsblommig växtart som först beskrevs av Carl von Linné, och fick sitt nu gällande namn av Vernon Hilton Heywood. Biscutella valentina ingår i släktet Biscutella och familjen korsblommiga växter. Inga underarter finns listade i Catalogue of Life.

## Bildgalleri

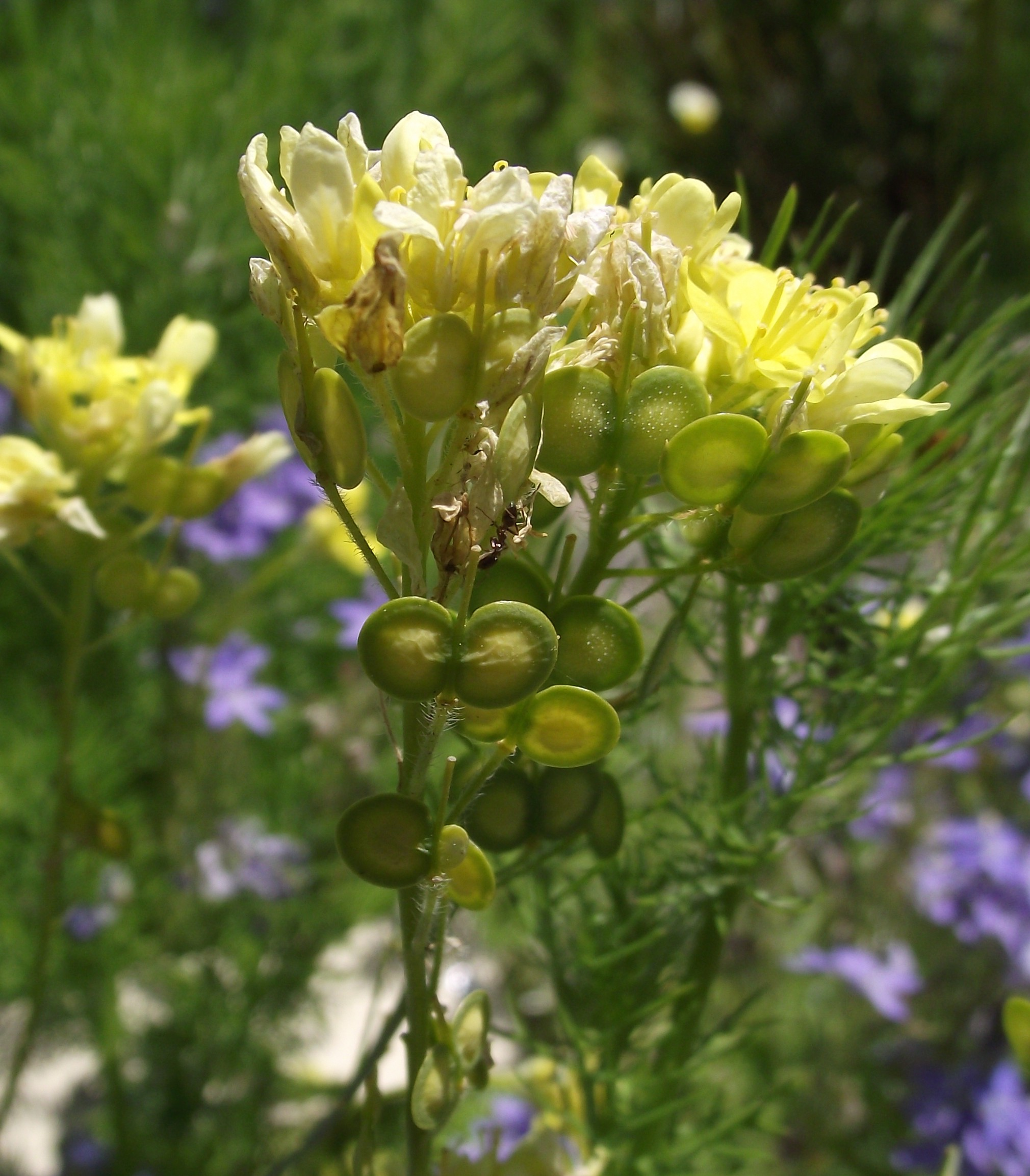